# Локтєв Сергій Володимирович
Сергій Володимирович Локтєв (нар. 20 березня 1960, місто Сталіно, тепер Донецьк Донецької області) — український діяч, прохідник шахти «Кочегарка» виробничого об'єднання «Артемвугілля» Донецької області. Народний депутат України 1-го скликання.

## Біографія
Народився у родині робітників.
Освіта середня спеціальна. У 1975—1979 роках — студент Донецького будівельного технікуму.
У 1979 році — монтажник, майстер-виконроб тресту «Свердловськцивільбуд» міста Свердловська РРФСР.
У 1979—1982 роках — служба у Прикордонних військах КДБ СРСР: Далекосхідний округ прикордонних військ.
У 1982 році — монтажник-висотник будівельного управління «Хімбуд» Донецької області.
З 1982 року — прохідник шахти «Кочегарка» виробничого об'єднання «Артемвугілля» міста Горлівки Донецької області.
Командир Горлівського міського комсомольського оперативного загону, секретар первинної організації дільниці, заступник голови організації ЛКСМУ шахти «Кочегарка». 
Член КПРС з 1986 по 1991 рік.
18.03.1990 року обраний народним депутатом України, 2-й тур, 60,21 % голосів, 14 претендентів. Входив до групи «За радянську суверенну Україну». Голова підкомісії з питань дитячого та юнацького руху Комісії ВР України у справах молоді.
Президент Всеукраїнської федерації кінологів.

## Нагороди та звання
- знак ВЛКСМ «Молодий гвардієць п'ятирічки»